# Objetos Perdidos
Objetos Perdidos é um filme brasileiro em fase de pré-produção, dirigido por Luiz Fernando Carvalho, com roteiro original do diretor com colaboração do escritor João Paulo Cuenca.

## Enredo
Dividido em duas partes, o filme narra a história de um casal de jovens apaixonados, que são as duas únicas pessoas do planeta e cometem um atentado contra a realidade, através da paixão. Como numa fábula urbana, a cidade estaria despovoada. A segunda parte mostra o planeta povoado num tempo ainda sem nome. Numa noite, durante um blecaute, o amor dos dois se desfaz e o planeta se povoa novamente. O casal planeja filmar o romance de Clarice Lispector, A paixão segundo G.H..

### Elenco
- Marcela Vivan Russo .... protagonista
- Ismael Ivo .... detetive
- Maria Fernanda Cândido....G.H.
- André Frateschi....protagonista

## Produção
O roteiro de "Objetos perdidos" reúne diversos textos de Luiz Fernando Carvalho a partir da primeira produção que dirigiu, o curta-metragem "A Espera", de 1986. Inspirada na obra Fragmentos de um Discurso Amoroso de Roland Barthes, "A Espera" recebeu o prêmio de Melhor Curta-Metragem, Melhor Atriz (Marieta Severo) e Melhor Fotografia (Walter Carvalho) no 13º Festival de Gramado, o (Concha de Oro) no Festival Internacional de Cinema de San Sebastián (Espanha) e o Prêmio Especial do Júri do Festival de Ste Therèse (Canadá).
Todo o processo criativo do longa-metragem aconteceu em um galpão cedido pela Academia de Filmes, no bairro da Vila Leopoldina (SP). No espaço aconteceram as leituras dramáticas e os primeiros ensaios da produção, nos mesmos moldes do espaço criado por Luiz Fernando Carvalho nos Estúdios Globo, no Rio, para novelas e séries que dirigiu com a emissora.
Luiz Fernando Carvalho preparou no mesmo galpão o filme A Paixão Segundo G.H., uma adaptação da obra de Clarice Lispector.

### Preparação do elenco
A atriz Maria Fernanda Cândido fará uma participação em "Objetos perdidos", como a personagem G.H., do romance de Clarice Lispector. O trabalho de preparação de Maria Fernanda inclui estudo vocal, estudo de interpretação e imersão no texto original, este último coordenado pessoalmente por Luiz Fernando Carvalho.

### Filmagens
As filmagens do longa-metragem deverão acontecer em 2021, após o lançamento de A Paixão Segundo G.H..